# Quincy, Ohio
Quincy är en ort (village) i Logan County i Ohio. Vid 2010 års folkräkning hade Quincy 706 invånare.